# Brachythele bentzieni
Brachythele bentzieni là một loài nhện trong họ Nemesiidae.
Brachythele bentzieni được Zonstein miêu tả năm 2007.